# William Swainson

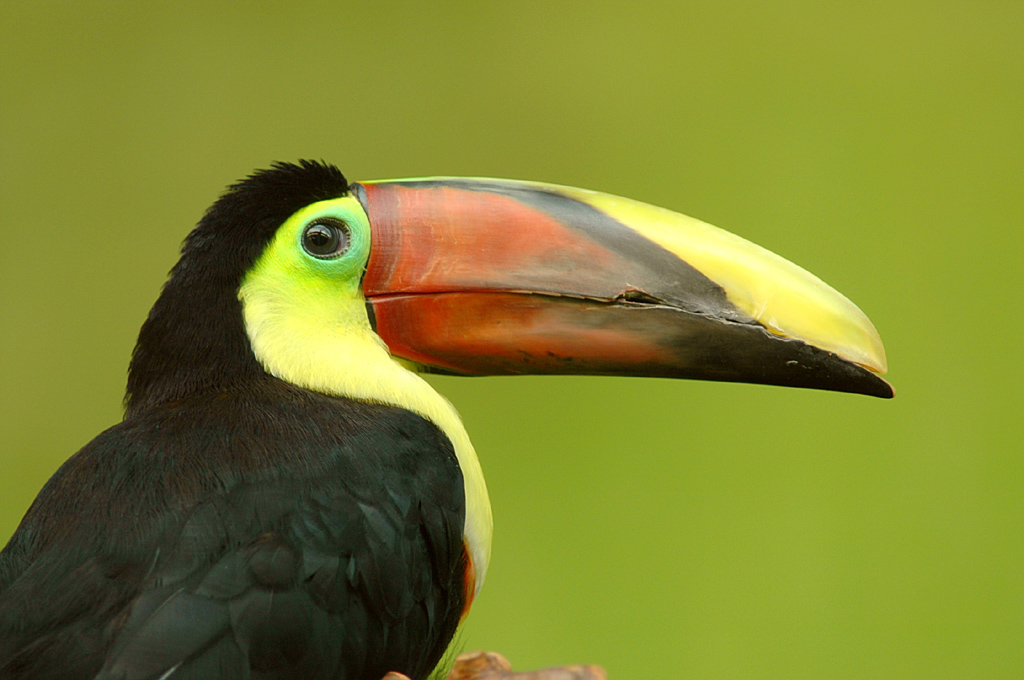
Swainsons toekan

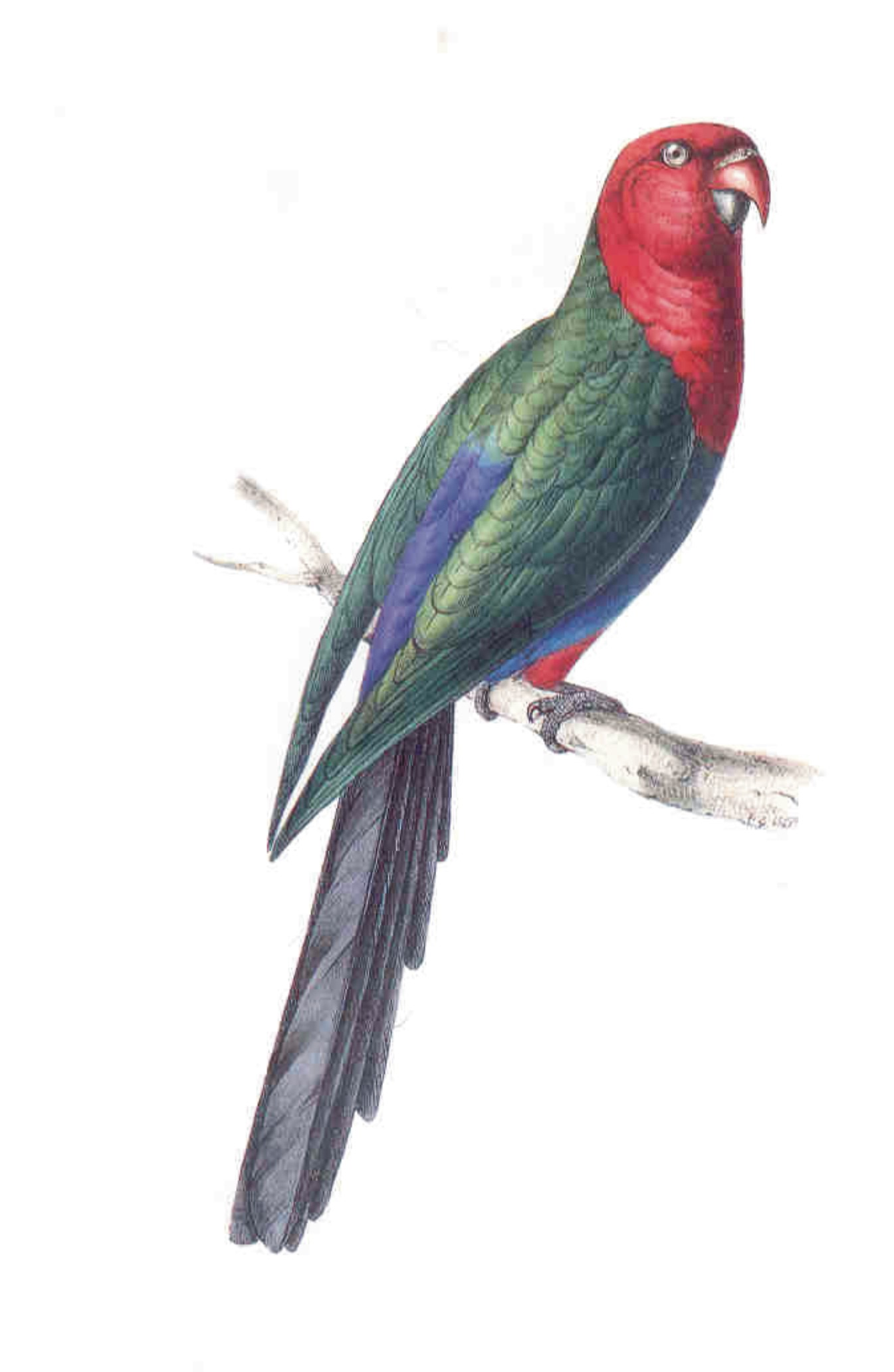
Litho van een Molukse koningsparkiet gemaakt door William John Swainson

William Swainson FLS, FRS (Newington (Londen), 8 oktober 1789 – Lower Hutt, 6 december 1855) was een Brits ornitholoog, malacoloog, entomoloog, auteur en graficus.

## Levensloop
Swainson was de zoon van John Timothy Swainson, een hoge functionaris bij de Britse belastingdienst en douane en tevens een bekend verzamelaar van insecten en schelpen en daarom een van de eerste leden van de in 1788 opgerichte Linnean Society of London. Op 14-jarige leeftijd kreeg William een baantje als klerk bij de douane en later in het Britse leger waar hij werd gestationeerd op Malta en op Sicilië. Op Sicilië wijdde hij zich aan de bestudering van vissen. In 1815 werd hij om gezondheidsredenen gepensioneerd; hij behield de helft van zijn salaris en keerde terug naar London. Hij werd, in het voetspoor van zijn vader, lid van de Linnean Society of London.
Van 1816 tot 1818 maakte Swainson een verzamelreis naar Brazilië en keerde terug met 20.000 specimens van insecten en 1200 planten verder 120 tekeningen van vissen en ongeveer 760 van vogels. Hij werd aangemoedigd door zijn vriend William Elford Leach (werkzaam bij de afdeling dierkunde van het British Museum) om litho's te maken en te publiceren. Wat hij vervolgens ook deed. In 1820 werd hij gekozen tot lid van de Royal Society.
In 1823 trouwde hij met Mary Parkes. Ze kregen vier zonen en een dochter. Mary stierf in 1835 en Swainson hertrouwde in 1840 met Ann Grasby. Een jaar later emigreerde het koppel naar Nieuw-Zeeland. Tussen 1851 en 1854 woonde hij in Australië waar hij een functie had als bosbouwkundig onderzoeker bij de overheid in Victoria. Dit was geen succes. Hij had totaal geen verstand van de dendrologie van dit werelddeel. Daarom keerde hij in 1854 terug naar Nieuw-Zeeland waarop hij kort daarna stierf.

## Werk
Swainson schreef en illustreerde een groot aantal boeken. Die boeken werden vaak als series uitgegeven zoals de Zoological illustrations.. en The natural history of the birds of .... Kopers tekenden in en betaalden voor een bepaald deel waarbij de opbrengst werd geïnvesteerd in de productie van de volgende delen.
Swainson is de soortauteur van 134 vogelsoorten en 104 vogelgenera, afkomstig uit alle werelddelen zoals bijvoorbeeld de zwartrugspecht (Noord-Amerika), geeloogarassari (Zuid-Amerika), zwartkapbabbelaar (Afrika), robijnspecht (Zuidoost-Azië) en Australische boomvalk (Australië). Als eerbetoon aan hem zijn verschillende dieren naar hem vernoemd, zoals de Swainsons toekan. Daarnaast beschreef hij planten, vissen, insecten en de slakkenfamilie Turridae.